# Meinhard Jacoby

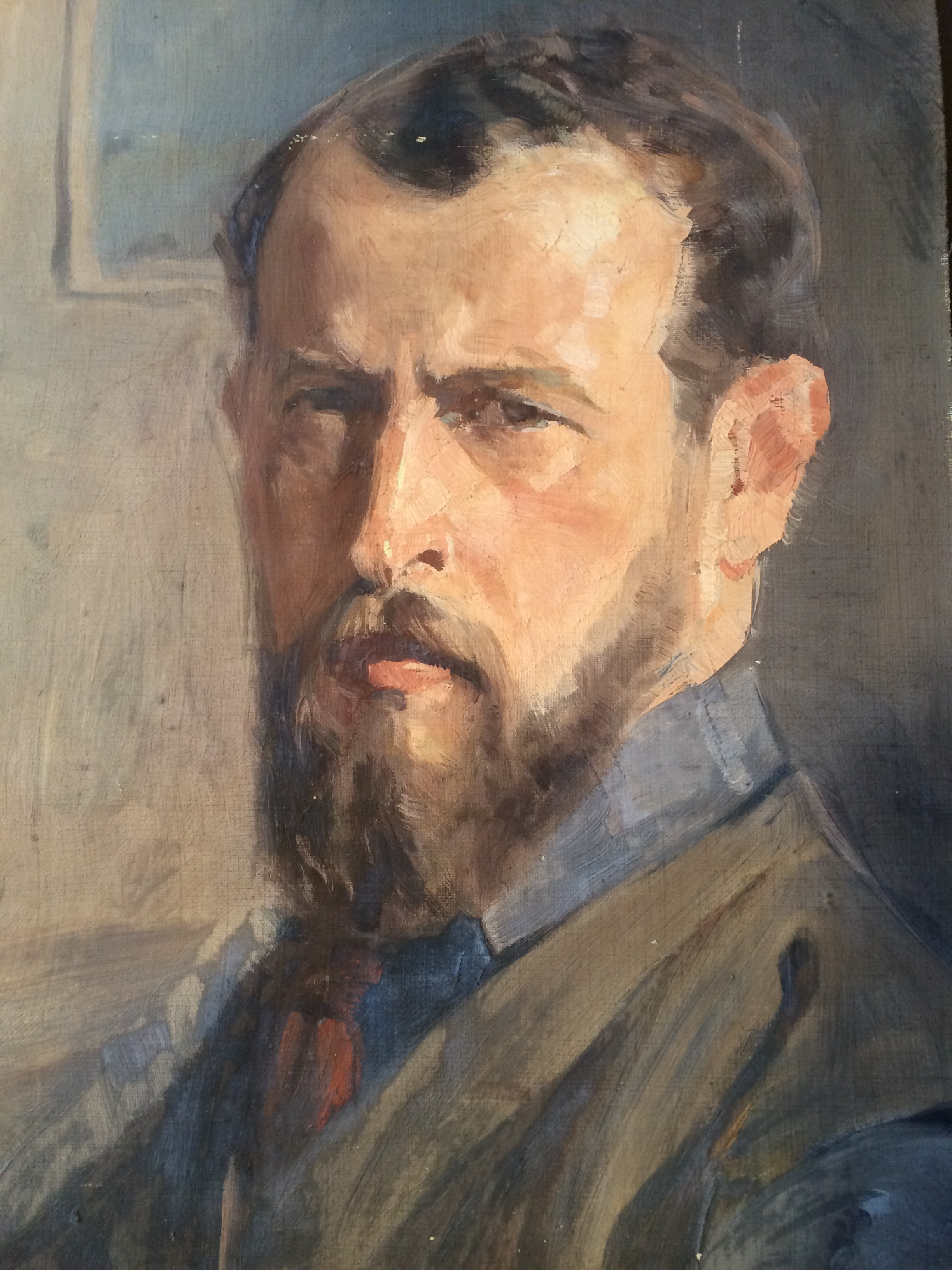
Selbstbildnis um 1912 des deutschen Malers und Bildhauers Meinhard Jacoby. In Privatbesitz.

Meinhard Jacoby (* 10. Oktober 1873 in Wien; † 24. September 1956 in Paraíba do Sul, Brasilien) war ein deutscher Maler, Bildhauer, Medailleur, Grafiker und Kunstgewerbler, der nach Brasilien emigrierte.

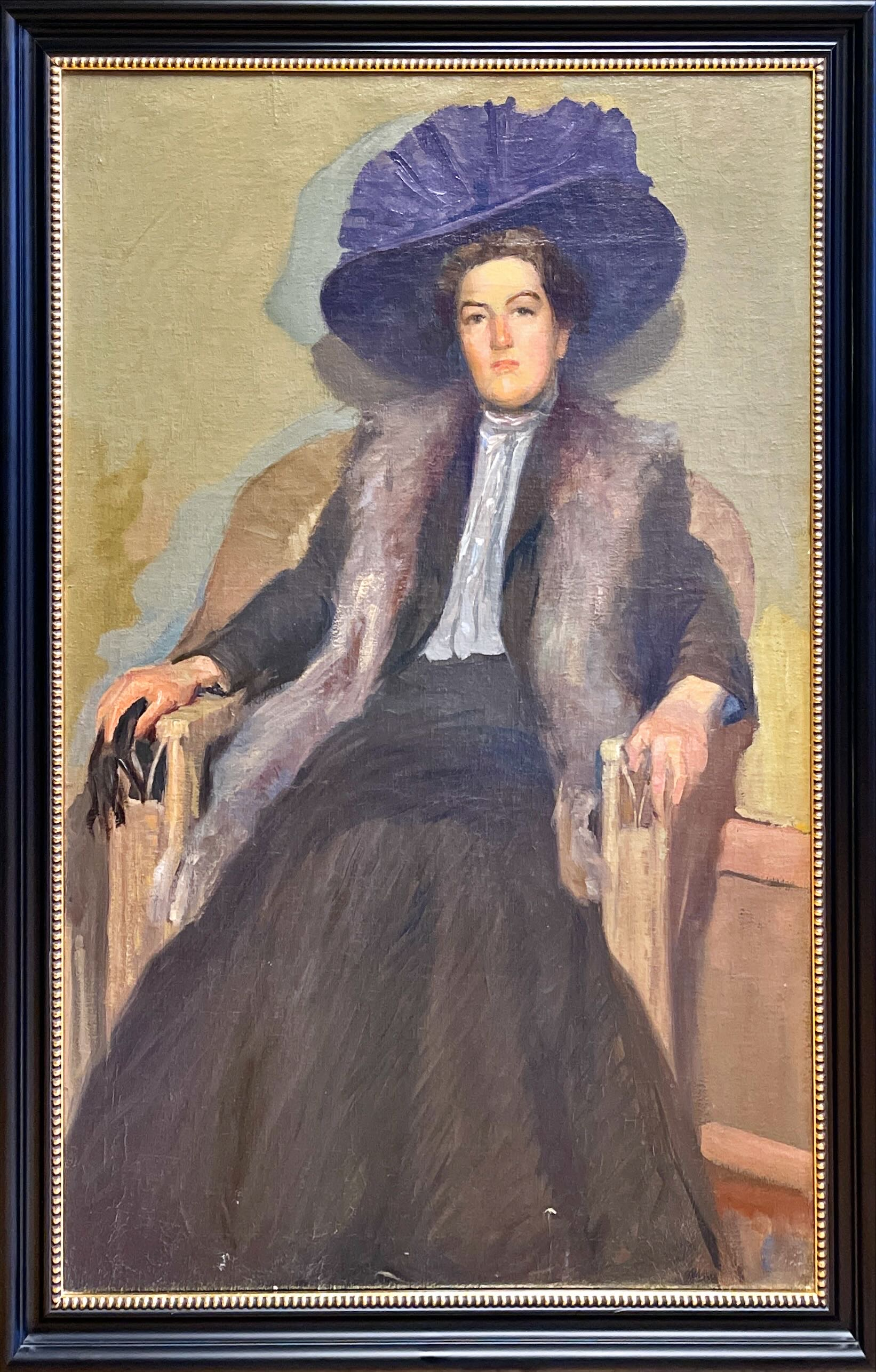
Kaufmannsfrau mit Hut im Korbsessel. (1905–1910) Öl auf Leinwand ca. 80 × 100 cm

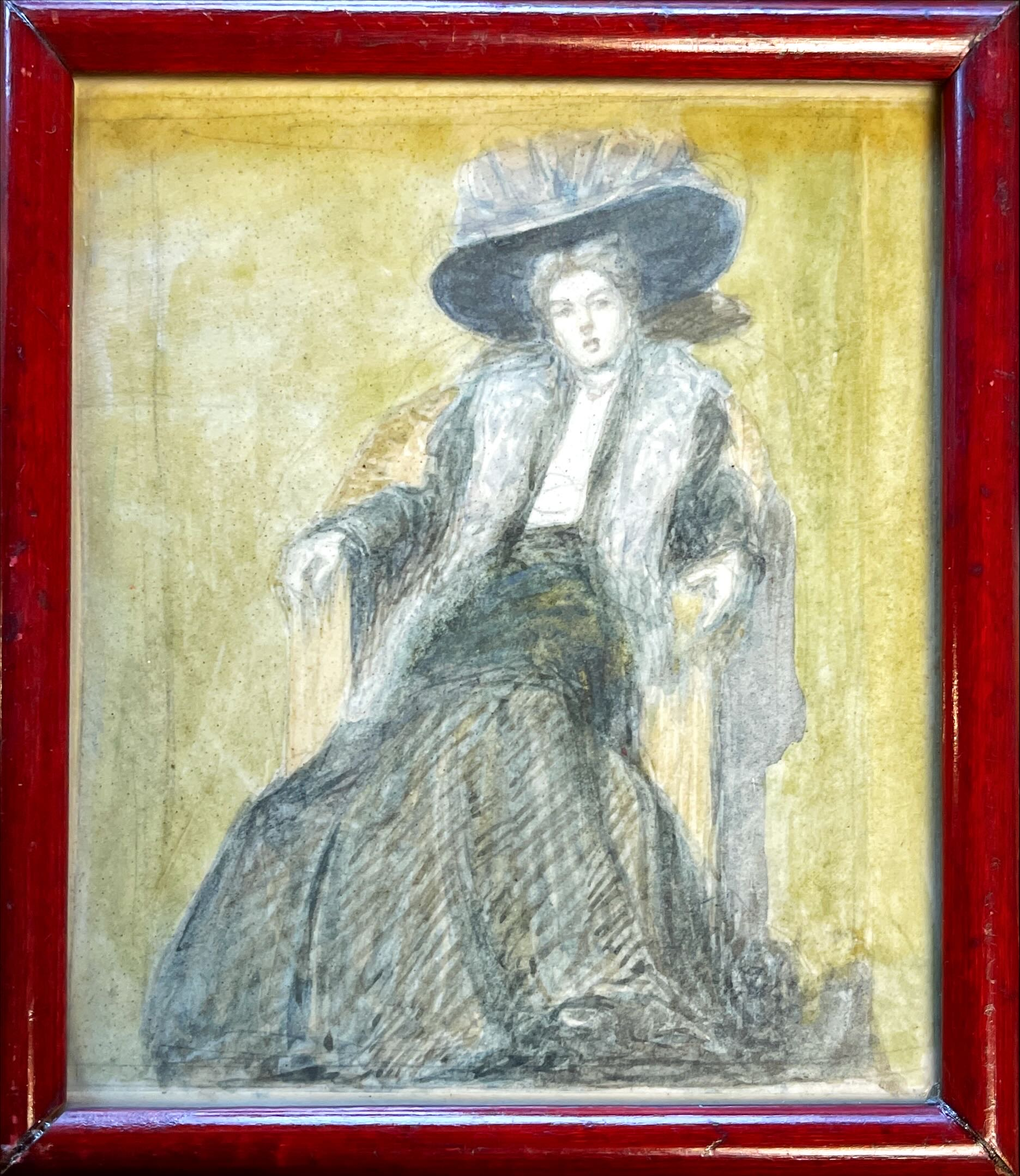
Bleistiftskizze zur Dame mit Hut. 11 × 13 cm

## Leben
Meinhard Jacoby war der Sohn des aus einer jüdischen Familie in Havelberg stammenden und in Wien lehrenden Kupferstechers Louis Jacoby. Nach dem Besuch des Joachimsthalschen Gymnasiums in Berlin (Abitur 1892) studierte er Malerei und Bildhauerei an den Kunstakademien in Berlin, München (bei Paul Hoecker) und an der Académie Julian in Paris. 1904 erwarb er für den Sommer ein Atelierhaus in Mölln. Am Ersten Weltkrieg nahm er als Leutnant der Reserve in einer Artillerieeinheit an der Ostfront teil. Jacoby arbeitete von 1912 bis in die 1920er Jahre als Lehrer an der Kunstgewerbeschule in Charlottenburg und lebte in Grunewald. In den 1920er Jahren lebte er acht Jahre in Brasilien auf seinem Landgut bei Mendes in der Nähe von Rio de Janeiro. 1934/35 ging er wieder nach Brasilien und kehrte auf Grund der politischen Verhältnisse nicht nach Deutschland zurück. Nach seiner eigenen Mitteilung wohnte er um 1955 in Paraíba do Sul im Bundesstaat Rio de Janeiro.
Jacoby malte Porträts, Genrebilder und Landschaften, als Bildhauer schuf er Porträtbüsten, Medaillen und Plaketten. Er arbeitete auch als Gebrauchsgrafiker und Buchillustrator und nutzte dazu auch eigene Radierungen und Holzschnitte. Zu seinen größeren Aufträgen gehörte die Ausmalung der Bürgerschule in Berlin-Weißensee, sowie des Lyzeums und des Rathauses von Kolberg.
Auf dem Gebiet der Entomologie beschäftigte sich Meinhard Jacoby mit Blattschneiderameisen und deren Bekämpfung und veröffentlichte dazu zahlreiche Beiträge in Zeitschriften. 1931 erhielt er ein Patent für ein Mittel zur Vertilgung der Blattschneideameisen, 1935 mit dem Chemiker Hans Schmalfuß ein weiteres Patent für ein Verfahren zur Vertilgung nesterbauender Insekten.
In Mölln ist der Meinhard-Jacoby-Weg nach ihm benannt.

## Veröffentlichungen
- Wolfgang von Oettingen: Berlin. Buchschmuck von Meinhard Jacoby (= Stätten der Kultur. Band 1). Klinkhard & Biermann, Leipzig 1907.
- Otto Schell: Altbergische Häuser in Bild und Wort. Mit 20 Lichtdrucktafeln und 90 Textabbildungen nach Originalaufnahmen von Wilhelm Fülle und 1 Original-Holzschnitt von Meinhard Jacoby. Fülle, Barmen 1907.
- Das Schloss zu Schwerin. Farbige Steinzeichnung von Meinhard Jacoby (= Aus deutschen Landen. Nr. 614). Voigtländer, Leipzig 1910.
- Ein Zeitspiegel in sechs Radierungen. Unter’m Rad, Sumpf, Mammon, Streber, Hypnose, des Teufels Fratz. o. J. (ca. 1910).
- A saúva. Uma inteligencia nociva. Serviço de Informaçâo Agrícola, Rio de Janeiro 1946. 2. Auflage 1950 (portugiesisch).